# Vila Propício
Vila Propício är en kommun i Brasilien.   Den ligger i delstaten Goiás, i den centrala delen av landet, 110 km nordväst om huvudstaden Brasília. Antalet invånare är 5 145.
Omgivningarna runt Vila Propício är huvudsakligen savann. Runt Vila Propício är det mycket glesbefolkat, med 2 invånare per kvadratkilometer.